# 穆克登阿
穆克登阿（穆麟德轉寫：mukdengga，?—1807年），董鄂氏，滿洲鑲紅旗，出身齊齊哈爾的清朝軍事將領。參與許多著名戰事，如林爽文事件、廓爾喀之役、川楚教亂。列紫光閣「平定臺灣二十功臣」。

## 形象
官帽上有單眼花翎，為參與大小金川之役有功所授。手持火槍，腰間配刀。

## 生平

### 參與清緬戰爭與金川之戰
乾隆三十年（1765年），清緬戰爭爆發。乾隆三十二年（1767年），清軍於木邦（今緬甸撣邦興威）慘敗。乾隆派明瑞接任雲貴總督，時任鳥槍護軍藍翎長的穆克登阿，隨軍進攻緬甸。同年十二月，清軍再度潰敗，將軍明瑞自殺。穆克登阿突圍而出，為該役少數存活將領。
乾隆三十七年（1772年），清軍征剿金川。次年（1773年），清軍於木果木潰敗，穆克登阿赴援；於半路得知喇嘛寺糧站遭敵營攻陷，回頭援糧，又遇伏兵，便率兵擊退之。金川之戰結束後，穆克登阿因固守金川北路要隘明郭宗（今四川小金縣老營鄉）、於喇穆山與色依谷山大破土司軍等功，賞花翎、補重慶鎮標中營游擊。乾隆四十四年（1779年），拔擢廣東右翼鎮總兵。乾隆四十九年（1784年），調任四川松潘鎮總兵。

### 平定林爽文事件
乾隆五十二年（1787年），林爽文於臺灣起義。清廷派遣穆克登阿隨大將軍福康安、參贊大臣海蘭察渡海前往鎮壓。到臺灣後，參與嘉義縣城圍之役，解圍後乘勝攻下義軍據點大里杙、斗六門。次年（1788年）正月，林爽文在老衢崎（今苗栗縣崎頂一帶）兵敗被俘，起義將領莊大田逃至瑯嶠（今屏東縣恆春鎮），在穆克登阿等的追擊下被俘獲。穆克登阿以此功，得奮圖禮巴圖魯名號，列紫光閣平定臺灣二十功臣。其贊文曰：「四川松潘鎮總兵奮圖禮巴圖魯穆克登阿。斗六里杙，排竹為城；直斫而入，大敗賊兵。隴種鹿埵，內山遁形。搜擒首惡，林林眾英。」

### 參與廓爾喀之役
乾隆五十六年（1791年），廓爾喀（今尼泊爾）入侵西藏濟嚨（今西藏自治區吉隆縣）、聶拉木。清廷調穆克登阿率兵入藏。次年（1792年）正月，穆克登阿圍攻聶拉木敵寨，斃敵甚眾。五月，連破德親鼎山前三卡。六月，又攻取多洛卡及隴岡等處。廓爾喀降後，因功列紫光閣平定廓爾喀後十五功臣。

### 平定苗民起義
乾隆五十八年（1793年），授四川提督。乾隆六十年（1795年），貴州松桃廳苗族起兵抗清，進攻川邊，被穆克登阿擊退。後穆克登阿又會同雲貴總督福康安，進攻松桃廳。其對苗民採剿撫兼用方式，代替全面剿滅。

### 平定川楚教亂
嘉慶元年（1796年），川、楚白蓮教起義，穆克登阿奉命前去鎮壓。率部焚燒香爐坪，攻下精忠寺。並於嘉慶四年（1799年）正月俘獲起義軍重要首領徐天德、王三槐的家屬。後因攻林亮功於白岩山，「株守半年，一籌莫展」，被奪官、沒產，以兵丁留營效力贖罪。後殺林亮功，隨侍衛内大臣勒保俘獲王三槐，再度被任命署四川松潘鎮總兵。

## 逝世
嘉慶五年（1800年），因罹患眼疾退役。嘉慶十二年（1807年）九月卒。

## 史書記載
其事跡多記載於《清史稿》。
- 《清史稿．本紀．卷15．本紀十五．高宗本紀六》「戊子，廓爾喀據後藏濟嚨、聶拉木，命成德與穆克登阿勦之。」說明穆克登阿與駐藏大臣成德共同授命平定廓爾喀。
- 《清史稿．本紀．卷16．本紀十六．仁宗本紀》「並以疏防奪明亮、德楞泰爵職，奪舒亮、穆克登阿職，籍其家，均隨軍自效。」說明穆克登阿因川楚教亂疏於防守，被奪去官職、沒收家產。
- 《清史稿．列傳．卷318．列傳一百五．阿桂》「定臺灣二十人：大學士阿桂、和珅…總兵穆克登阿、張芝元、普吉保，散秩大臣穆塔爾。」
- 《清史稿．列傳．卷332．列傳一百十九．劉秉恬》「三十八年，木果木師潰，禮偕遊擊穆克登阿赴援，至蒙固橋，聞喇嘛寺糧站陷，士卒狼顧；會松茂總兵福昌至，遂復進，遇伏，禮率督兵擊之，擒砦首，餘寇驚遁。」說明穆克登阿在金川之戰的事跡。
- 《清史稿．列傳．卷333．列傳一百二十．成德》「攻聶拉木，與穆克登阿夜督兵進。成德攻寨西北，穆克登阿出西南，擲火彈殺賊，破寨，盡殲守寨賊，無一得脫者。」說明穆克登阿同成德於廓爾喀之役破聶拉木敵營寨。

### 书目
- 《清史稿》